# NGC 2319
NGC 2319 – grupa gwiazd znajdująca się w gwiazdozbiorze Jednorożca, prawdopodobnie gromada otwarta. Odkrył ją William Herschel 18 grudnia 1783 roku. Znajduje się w odległości ok. 3588 lat świetlnych od Słońca. Baza SIMBAD błędnie podaje, że NGC 2319 to gwiazda TYC 166-742-1.